# محمد دبیرسیاقی
سیدمحمّد دبیرسیاقی (زاده: ۴ اسفند ۱۲۹۸ خورشیدی، قزوین، درگذشته: ۱۶ مهر ۱۳۹۷ خورشیدی، قزوین) پژوهشگر، نویسنده، شاعر، آموزگار ادبیات فارسی و مصحح متون کهن پارسی بود. وی در مؤسسه لغت‌نامه دهخدا و مرکز بین‌المللی آموزش زبان فارسی مشغول بکار بوده و مصحح بسیاری از متن‌های کهن زبان فارسی است. دبیرسیاقی نزدیک به ۸۰ متن ادبی و تاریخی را تصحیح و چاپ کرده است که از میان آن‌ها می‌توان شاهنامه فردوسی، دیوان منوچهری دامغانی، نزهةالقلوب، فرهنگ سُروری و سلطان جلال‌الدین خوارزمشاه و تصحیح لغت فرس اسدی طوسی و سفرنامه ناصرخسرو قبادیانی را نام برد. او میان سال‌های ۱۳۲۶ (خورشیدی) تا ۱۳۳۴ (خورشیدی) در گردآوری فرهنگ لغت با علی‌اکبر دهخدا همکاری داشت. از آن پس همکاری او با مؤسسه لغت‌نامه دهخدا و مرکز بین‌المللی آموزش زبان فارسی - تا ۱۳۵۹ (خورشیدی) که کار این اثر به پایان رسید - پی گرفته شد. کار بزرگی که دبیرسیاقی در دست داشت، نوشته لغت‌نامه فارسی است که تاکنون برخی از مجلدهای آن چاپ شده است.

## سرگذشت
محمد دبیرسیاقی در محلهٔ گلبن قزوین به‌دنیا آمد. پدرش سیدباقر فرزند سیدسیاق از خوش‌نویسان سرشناس دوران خود و مادرش، دختر میرزا آقاخان مستوفی فرزند میرزا ابوالقاسم ملاباشی از مجتهدان دوره ناصری بود.
محمد دبیرسیاقی پس از دوره ابتدایی، دوره اول متوسطه را در دبیرستان شاهپور (امید) قزوین به پایان رساند. وی پس از گرفتن دیپلم در سال ۱۳۱۸ وارد دانشگاه تهران شد. ایشان در سال ۱۳۲۴ دکترای ادبیات فارسی خود را از دانشگاه تهران دریافت کرد و در سال ۱۳۲۵ (خورشیدی) به عضویت انجمن بین‌المللی ایران‌شناسی درآمد و سال‌ها به تدریس در دانشگاه تهران و مدتی نیز به تدریس در دانشگاه‌های چین و مصر پرداخت. دبیرسیاقی تا هنگام بازنشستگی در سال ۱۳۵۳ (خورشیدی) کارمند وزارت دارایی بود.
در نواری صوتی از علی‌اکبر دهخدا، از سیاقی به‌عنوان جوانی کوشا در تنظیم لغت‌نامه یاد کرده است. دبیرسیاقی از ۱۳۵۷ (خورشیدی) تا هنگام مرگ عضو هیئت علمی انجمن آثار و مفاخر فرهنگی بود.
محمد دبیرسیاقی همچنین تا پایان عمر در زادگاه خود، قزوین، به پژوهش و آموزش زبان پارسی ادامه داد و در دانشگاه بین‌المللی امام خمینی قزوین به آموزش زبان فارسی به دانشجویان اشتغال داشت.
وی در ۱۶ مهر ۱۳۹۷ درگذشت و پیکرش در آرامستان بهشت حسینی قزوین به خاک سپرده شد.

### مشاغل اداری و فرهنگی
- استخدام در اداره فرهنگ قزوین به مدت یک سال تحصیلی مهر ۱۳۱۷ تا پایان شهریور ۱۳۱۸ با ماهی ۱۵ تومان حقوق، برای تدریس حساب در سال ششم دبستان پهلوی، دبستان ۱۵ بهمن و اداره دفتر دبیرستان پهلوی.
- استخدام در وزارت دارایی به عنوان کارمند آموزشی، با ماهی صد تومان حقوق و اشتغال در اداره کل مالیات‌های غیرمستقیم از سال ۱۳۱۹ تا سال ۱۳۲۷ (خورشیدی) در خدماتی چون مأمور وصول مالیات در شعبه راه‌آهن، معاون دایره قوانین و رئیس دفتر اداره و سپس انتقال به اداره کل مالیات‌های مستقیم، از سال ۱۳۲۷ (خورشیدی) تا سال ۱۳۵۳ (خورشیدی) در خدماتی چون ریاست دفتر اداره کل مالیات‌های مستقیم، عضویت کمیسیون‌های مالیاتی بدوی و نیز تجدیدنظر، ریاست اداره قوانین پیشکاری دارایی تهران و عضویت شورای عالی مالیاتی و عضویت کمیسیون ناظر بر انتصابات وزارتخانه، بازرس مخصوص مدیریت کل در نظارت بر اعمال مأموران وصول مالیات و اعزام به انگلستان بر پایه تصویب‌نامه هیئت دولت برای مطالعه در امور مالیاتی از فروردین تا پایان شهریور ۱۳۴۰.
- عضویت انجمن ایرانشناسی (انجمن بین‌المللی ایران‌شناسی) به مدیریت ابراهیم پورداود؛ با عنوان دبیر انجمن از سال ۱۳۲۵ تا سال درگذشت پورداود در سال ۱۳۴۸ و شرکت در تألیف آیین‌نامه و کتاب جشن سده از سلسله انتشارات انجمن.
- اشتغال در لغت‌نامه دهخدا از خرداد ۱۳۲۶ به مدت ۹ سال، با خود دبیرسیاقی و طبع حروف «ظ»، «ض»، «ل» و قسمتی از حروف «پ»، نظارت بر کارهای همکاران تا پایان یافتن تألیف لغت‌نامه و طبع و نشر آن در سال ۱۳۵۹.
- تهیه مقدمات تألیف لغت‌نامه فارسی با استخراج لغات از متون منظوم و منثور طبع شده در سال‌های اخیر، به یاری دو تن از دستیاران و نظرخواهی از استادان ادب فارسی و تنظیم قواعد نود و دوگانه، برای تألیف آن لغت‌نامه و آغاز طبع آن بلافاصله پس از اتمام طبع لغت‌نامه دهخدا، در نیمه دوم سال ۱۳۵۹ و طبع شدن حرف «آ» و قسمتی از حرف «الف» به بعد تا سال ۱۳۸۸ (خورشیدی) به قطع رحلی و نیز در قطع وزیری و رقعی.
- عضویت هیئت علمی انجمن آثار ملی انجمن آثار و مفاخر فرهنگی از سال ۱۳۵۶ تا سال ۱۳۸۹.
- مدیریت مجله «نشریه مالیات» به مدت دو سال که اداره قوانین وزارت دارایی عهده‌دار طبع و نشر آن بود.
- عضویت در هیئت تحریریهٔ مجله «پیک نور» (علوم انسانی) در دانشگاه پیام نور تهران، سال اول بهار ۱۳۸۳ تا سال هفتم بهار ۱۳۸۸ که مجله دایر بود.
- تدریس دستور زبان و متون فارسی در دانشگاه ملّی (دانشگاه شهید بهشتی)
- تدریس دستور زبان و متون فارسی در پژوهشکده فرهنگ ایران (بنیاد فرهنگ ایران)
- تدریس دستور زبان و متون فارسی در دانشگاه تهران
- تدریس شاهنامه در دانشگاه بین‌الملل قزوین (دانشکده ادبیات) (دانشگاه بین‌المللی امام خمینی)
- تدریس در آموزشگاه عالی وزارت دارایی دستور زبان و متون فارسی به مدت ۵ سال از سال ۱۳۴۰ تا ۱۳۴۵ (خورشیدی) و قانون مالیات بر درآمد در آبادان و خرمشهر فروردین ۱۳۴۶ (خورشیدی)
- تدریس در بخش فارسی دانشگاه پکن به دعوت آن دانشگاه به مدت چهار ماه. فارسی و دستور به دانشجویان چینی و دانشجویان تاجیک فارسی‌خوان (فروردین تا تیر ۱۳۶۴ (خورشیدی)
- تدریس در بخش فارسی (قسم اللغه الفارسی) دانشکده ادبیات دانشگاه عین الشمس مصر (کلمهْالآداب، جامعه عین شمس) دو نوبت، هر کدام به مدت یک ماه و سخنرانی در «جامع ازهر» (دانشگاه الازهر) و دانشگاه «فؤاد اول» قاهره، دربارهٔ مسائل مختلف ادبی و تاریخ ادبیات ایران و غیره.
- جلسات هفتگی روزهای چهارشنبه از ساعت ۷ تا ساعت ۱۰ متشکل از استادان دانشگاه و ادیبان و مدیران برخی مطبوعات از بانوان و آقایان و قرائت شاهنامه به مدت ۵ سال و منظومه ویس و رامین و کلیات شاه داعی‌الله و بوستان سعدی و تاریخ بیهقی و چهار مقاله نظامی عروضی تا آغاز تابستان سال ۱۳۹۰ (خورشیدی).
- سخنرانی‌های متعدد دربارهٔ مسائل و مباحث ادبی و لغوی و تاریخی در دانشگاه کلن آلمان و دانشگاه دهلی و نیویورک و تهران و قزوین.
- تدریس دستور زبان و متن فارسی در مدرسه عالی حسابداری تهران (مؤسسه عالی حسابداری)
- تدریس دستور زبان و متون فارسی در مدرسه عالی ادبیات و زبان خارجه
- تدریس دستور زبان و متون فارسی در دانشکده علوم ارتباطات
- همکاری با مجله «دانشنامه ایران و اسلام» در تهیه مطالبی دقیق و فشرده برای عناوینی که در زمینه‌های مختلف از حروف «آ» و «الف» و «ب» مراجعه می‌شد.
- همکاری با دائرهْ‌المعارف ایرانیکا (انسیکلوپدیا ایرانیکا) (دانشنامه ایرانیکا) که تحت نظر احسان یارشاطر، در نیویورک به زبان انگلیسی چاپ می‌شود، در تهیه مطالبی دقیق و جامع در زمینه‌های مختلف از حروف A و B که توسط دانشمندی انگلیسی به زبان انگلیسی برگردانده می‌شد.
- متون منظوم و منثور تصحیح شده طبق فهرستی که به دنبال خواهد آمد.
- مقالات نوشته شده در زمینه‌های گوناگون ادبی و تاریخی و علمی طبق فهرستی.
- فهرست آثاری که تصحیح یا تألیف یا ترجمه کرده و به چاپ رسانده‌ام».

علی دهباشی در پایان سخنانش به جایزهٔ بنیاد موقوفات  محمود افشار اشاره کرد که در سال ۱۳۷۰ به دبیرسیاقی اهدا شد.
پی‌نوشت - در این متن که ظاهراً خودنوشته دبیرسیاقی است، زادروز را ۱۲۹۲ ذکر کرده‌اند که با ذکر ۹۲ سال گی خود در سال ۱۳۹۱ بنظر می‌رسد در نقل نوشته دبیرسیاقی در منبع مورد نظر اشتباه شده باشد.

## جلسات مجلهٔ بخارا
عصر سه شنبه، بیست و هشتم دی ۱۳۹۵ دویست و هفتاد و هفتمین شب از مجموعه جلسات مجلهٔ مجله بخارا با همراهی بنیاد موقوفات محمود افشار، گنجینهٔ پژوهشی ایرج افشار، کتاب‌فروشی آینده و دائرةالمعارف بزرگ اسلامی به نام شب سید محمد دبیر سیاقی مراسمی برگزار شد.

جشن‌نامه سید محمد دبیرسیاقی - مجلهٔ بخارا، شمارهٔ ۱۱۷

## یادمان‌ها

### جشن‌نامه
مجله بخارا شماره ۱۱۷ خود، فروردین/اردیبهشت ۱۳۹۶ را به محمد دبیرسیاقی اختصاص داده است. از جمله مطالب این دوماهنامه، چند مقاله از محمد دبیرسیاقی و مقاله هفتادمین سال آغاز همکاری سیدمحمد دبیرسیاقی با سازمان لغت‌نامه دهخدا به قلم احسان اکبری است.

### کتاب دربارهٔ دبیرسیاقی
در سیزدهمین آیین بزرگداشت حامیان نسخ خطی از دو شخصیت نامدار، یعنی سید عبدالعزیز محقق طباطبایی یزدی و نیز سید محمد دبیرسیاقی، به عنوان نسخه پژوهان برگزیده، تجلیل شد. کتاب ارج‌نامه توسط سید فرشید سادات شریفی نوشته شده است. چاپ کتاب در دی ۱۳۹۲ توسط سازمان اسناد و کتابخانه ملی ایران انجام شده است. 

ارج‌نامه حامیان نسخ خطی

محمد دبیرسیاقی در سال ۱۳۲۴ موفق به دریافت دکترای رشته زبان و ادبیات فارسی شد و از دو سال پس از آن در امر تدوین لغت‌نامه با علامه دهخدا همکار گردید و هم‌زمان به تدریس در مراکز آموزش عالی نیز اهتمام نمودند.
ایشان با عشق و مجاهدتی کم‌نظیر، تاکنون نزدیک به چهل اثر تألیفی و نود تصحیح و گردآوری و بیش از صد مقاله در موضوعات ادبی و لغوی و جز آن منتشر نموده‌اند.
کتاب دبیر ادیب، یادنامه دبیرسیاقی به کوشش کمال سیدجوادی نگاشته شده است و توسط انجمن آثار و مفاخر فرهنگی در تهران، چاپ اول در سال ۱۳۷۵ منتشر شده است.

### سردیس
به گزارش خبرگزاری مهر، طی مراسمی در مرکز اسناد و کتابخانه ملی قزوین که با حضور جمعی از اصحاب فرهنگ استان برگزار شد، از سردیس سیدمحمد دبیرسیاقی، نویسنده، شاعر و استاد ادبیات فارسی پرده‌برداری شد. 

مراسم رونمایی از سردیس سید محمد دبیرسیاقی

در این مراسم و المسلمین سیدمهدی حسینی رئیس مرکز اسناد و کتابخانه ملی قزوین گزارشی از فعالیت‌ها و اقدامات این مرکز بیان کرد و حضور محمد دبیرسیاقی را فرصتی مغتنم برای معرفی بهتر این مرکز و مایه دلگرمی همکاران خود دانست و از حضور سایر اندیشمندان در این مرکز استقبال کرد.
در ادامه این مراسم دبیرسیاقی نیز طی سخنانی بر اهمیت و توجه جدی به مسائل فرهنگی در استان قزوین تأکید کرده و حضور مرکز اسناد و کتابخانه ملی قزوین را برای این امر مغتنم دانست.
اضافه می‌شود جواد حضرتی‌ها مشاور فرهنگی استاندار قزوین نیز در این مراسم حضور داشت.
سیدمحمد دبیرسیاقی مصحح متن‌های کهن فارسی است و در بین سال‌های ۱۳۲۶ تا ۱۳۳۴ در گردآوری لغتنامه دهخدا همکاری داشت. وی همچنین از سال ۱۳۵۷ عضو انجمن آثار مفاخر فرهنگی ایران بوده است و تاکنون نزدیک به هشتاد متن ادبی و تاریخی را تصحیح و منتشر کرده است.

### کتابخانه عمومی دبیرسیاقی
کتابخانه دبیرسیاقی در شهر محمدیه (قزوین) قرار دارد. محمد دبیرسیاقی در سال ۱۳۷۳ با فروختن خانه شخصی خود در زعفرانیه تهران، به شهر میرعماد و دهخدا و عارف بازگشت و کتابخانه‌ای در شهر محمدیه (۱۲ کیلومتری قزوین) بنیاد نهاد. اینک کتابخانه غنی و بی‌نظیر ایشان، به روی پژوهشگران و جوانان و دانشگاهیان آغوش گشوده است.

کتابخانه عمومی دبیرسیاقی در شهر محمدیه (قزوین)

مسوول کتابخانه عمومی دبیرسیاقی شهر محمدیه، از معلمان و مربیان فعال در امر کتاب و کتابخوانی که نقشی مهم و اثرگذار در راستای جذب هرچه بیشتر مخاطبان به کتابخانه دارند، تقدیر کرد.
مهدی رشوند یادآور شد: معلمان و مربیان نقشی مهم و اثرگذار در افزایش فرهنگ و بصیرت افراد برعهده دارند و با همکاری و حمایت از کتابخانه‌های عمومی توانند موجب ارتقای مطالعهٔ مفید و دانش عمومی‌شوند که کتابخانه عمومی دبیرسیاقی شهر محمدیه این دستاورد ارزشمند را حفظ خواهد کرد.

### فیلم دربارهٔ دبیرسیاقی
در سال ۱۳۹۵ فیلم مستند «نادره کار» به کارگردانی «منوچهر مشیری» دربارهٔ وی ساخته شد.

### برخی از تصحیح و تألیف‌های محمد دبیرسیاقی
آثار تصحیح شده دبیرسیاقی با عنوان به کوشش دبیرسیاقی منتشر شده است. برخی از تألیف‌ها و تصحیح‌های محمد دبیرسیاقی در زیر آمده است:

### برخی مقاله‌ها و شعرهای دبیرسیاقی
- جشن سده - (نشریه انجمن ایران‌شناسی) شماره ۲ - سال ۱۳۲۴ - محمد دبیرسیاقی از جمله نویسندگان مجموعه جشن سده بوده‌اند. این مجموعه در سال ۱۳۹۳ توسط نشر بلور، به صورت کتاب منتشر می‌شود.[۲۲][۲۳]
- عدالت اسمعیل سامانی (شعر) - مجله جلوه - تیر ۱۳۲۴ - شماره ۱ (ص۳۱)
- خورشید و باد (شعر) - مجله جلوه - مهر۱۳۲۴ شماره ۴ (ص۱۹۴)
- بهار مازندران (شعر) - مجله جلوه - آذر ۱۳۲۴ شماره ۶ (ص۲۸۷)
- رکوب الکوسج یا کوسه برنشسته - مجله جلوه - بهمن۱۳۲۴ - شماره ۷و۸ (۷ صفحه - از ۳۴۷ تا ۳۵۳)
- جولاهه و دانشمند - مجله جلوه - بهمن۱۳۲۴ شماره ۷و۸ (ص۴۲۴)
- نوروز و بهار (شعر) - مجله جلوه - اسفند ۱۳۲۴ - فروردین ۱۳۲۵ - شماره ۹و۱۰ (ص۴۴۹)
- بهمنجنه - مجله جلوه - اسفند ۱۳۲۴ - فروردین ۱۳۲۵ شماره ۹و۱۰ (۵ صفحه - از ۴۵۳ تا ۴۵۷)
- برزیگر و شاعر (شعر) - مجله جلوه - اردیبهشت ۱۳۲۵ شماره ۱۱ (۲ صفحه - از ۵۶۹ تا ۵۷۰)
- حمزة بن عبدالله خارجی یا (حمزه پسر آذرک شاری) و افسانه رموز حمزه - مجله جلوه - مهر ۱۳۲۵ شماره ۱۴ (۳ صفحه - از ۱۱۰ تا ۱۱۲)
- عقاب (شعر) - مجله جلوه - آبان و آذر ۱۳۲۵ شماره ۱۵و۱۶ (۲ صفحه - از ۱۹۲ تا ۱۹۳)
- تقریظ - دینکرد - مجله جلوه - آبان و آذر ۱۳۲۵ شماره ۱۵و۱۶ (۲ صفحه - از ۱۹۳ تا ۱۹۴)
- حمزة بن عبدالله خارجی و کتاب رموز حمزه (۲) - مجله جلوه - آبان و آذر ۱۳۲۵ شماره ۱۵و۱۶ (۴ صفحه - از ۱۴۰ تا ۱۴۳)
- با بنفشه فروش (شعر) - مجله جلوه - بهمن و اسفند ۱۳۲۵ - شماره ۱۸و۱۹ (ص۲۸۶)
- حمزة بن عبدالله خارجی و کتاب رموز حمزه (۳) - مجله جلوه - بهمن و اسفند ۱۳۲۵ شماره ۱۸و۱۹ (۵ صفحه - از ۳۷۷ تا ۳۸۱)
- سرو کاشمر - مجله دانشنامه - خرداد ۱۳۲۶ شماره ۱ (۱۹ صفحه - ۱۸۵ تا ۲۰۳)
- حمزة ابن عبدالله خارجی و کتاب رموز حمزه (۴) - مجله جلوه - خرداد ۱۳۲۶ شماره ۱۰ (۶ صفحه - از ۵۲۵ تا ۵۳۰)
- صبح و شام - مجله دانشنامه - خرداد ۱۳۲۶ شماره ۱ (۵ صفحه - از ۶۳ تا ۶۷)
- بیداد و هوس - مجله دانشنامه - آبان ۱۳۲۶ شماره ۲ (۸ صفحه - ۴۲ تا ۴۹)
- انصاف بزرگان ما - مجله جلوه - فروردین - ۱۳۲۶ شماره ۲۰ (۵ صفحه - از ۳۹۶ تا ۴۰۰)
- جامه سپید در مراسم سوگواری - مجله پشوتن - شماره ۵۵ سال اول
- کتاب صورت شاهان ساسانی - مجله پشوتن - آبان ۱۳۲۷ شماره ۸
- تحقیقات ادبی: لبیبی و اشعار او (۱) - مجله مهر - مرداد ۱۳۳۱ شماره ۸۷ (۳ صفحه - از ۳۱۰ تا ۳۱۲)
- رودکی و سندبادنامه (شعر) - مجله یغما - مهر ۱۳۳۴ شماره ۸۷ (۵ صفحه - ۳۲۰ تا ۳۲۴)
- رودکی و سندبادنامه (شعر) - مجله یغما - سال هشتم - آذر ۱۳۳۴ شماره ۹ (پیاپی ۸۹) (۴ صفحه - از ۴۱۳ تا ۴۱۶)
- رودکی و سندبادنامه (تکمله) - مجله یغماسال نهم تیر ۱۳۳۵ شماره ۴ (پیاپی ۹۶) (۲ صفحه - از ۱۵۷ تا ۱۵۸)
- یادی از دهخدا در اولین سال گرد مرگ استاد - مجله یغما - ۱۳۳۶ شماره ۱۰۵ (۴ صفحه - از ۱۲ تا ۱۵)
- بخیل - ظریف - مجله یغما - مرداد ۱۳۳۷ شماره ۱۲۱ (صفحه ۲۰۸)
- شاه داعی شیرازی - مجله ایران‌آباد - آبان ۱۳۳۹ - شماره ۸
- سفرنامه نجم‌الملک (نجم‌الدوله) - مجله ایران‌آباد - اسفند ۱۳۳۹ شماره ۱۲
- پدید آمد از فرّ او کان زر - مجله آینده - سال هفدهم
- فرهنگ منظومه - مجله یغما - =بهمن ۱۳۴۰ شماره ۱۶۳ (۳ صفحه - از ۴۹۹ تا ۵۰۱)
- مرگ مینورسکی - مجله دانشکده ادبیات و علوم انسانی دانشگاه تهران - سال چهاردهم ۱۳۴۶ شماره ۵و۶ (پیاپی ۵۷و۵۸)
- احمد اطمعه - (دربارهٔ مجمع‌الفرس، فرهنگ سُروری) مجله یغما - مرداد ۱۳۴۶ - شماره ۵ (پیاپی ۲۲۹) (۴ صفحه - از ۲۴۸ تا ۲۵۱)
- بیم سجود/تقدیم به روان پاک استاد علی اکبر دهخدا - مجله یغما - شهریور ۱۳۴۶ - شماره ۲۳۰ (۱ صفحه - از ۳۱۷ تا ۳۱۷)
- زندگی سلطان جلال‌الدین خوارزمشاه - مجله آموزش و پرورش (تعلیم و تربیت) - ۱۳۴۶ شماره ۱۹۷و۱۹۸ (۳ صفحه - از ۱۰۱ تا ۱۰۳)
- نقش نام آدم و حوا - مجله یغما - فروردین ۱۳۴۷ شماره ۲۳۵ (تکرار شماره) (ص۳۲)
- دربارهٔ سال درگذشت سعدی - مجله وحید - اردیبهشت ۱۳۵۰ شماره ۸۹ (۵ صفحه - از ۱۹۰ تا ۱۹۴)
- لطیفه - مجله یغما ۱۳۵۰ شماره ۳ (پیاپی ۲۷۳) (ص۱۶۲)
- حاصل مسابقه (شعر) - مجله وحید - دی ۱۳۵۰ شماره ۹۷ (۴ صفحه - از ۱۴۳۲ تا ۱۴۳۵)
- هم‌شکل حاکم - دزد و بینوا - مجله وحید - فروردین ۱۳۵۱ شماره ۱۰۰ (۱ صفحه - ص۱۰)
- کفش طلحک (اشعار) - مجله وحید - خرداد ۱۳۵۱ شماره ۱۰۲ (۲ صفحه - از ۲۶۳ تا ۲۶۴)
- رودکی… آن تیر ه چشم شاعر روشن بین - مجله نگین - مرداد ۱۳۵۲ شماره ۹۹ (۳ صفحه از ۶۴ تا ۶۶)
- مقدمه یک نسخه (دربارهٔ جمع‌آوری مقالات عباس آشتیانی است) - مجله یغما - ۱۳۵۳ شماره یک (پیاپی ۳۰۷) (۳ صفحه - از ۱۷ تا ۱۹)
- بسحاق اطعمه - احمد اطعمه - مجله یغما - آبان ۱۳۵۴ شماره ۳۲۶ (۲ صفحه - از ۴۹۶ تا ۴۹۷)
- سر حق (اشعار) - مجله یغما - خرداد ۱۳۵۵ شماره ۳۳۳ (۱ صفحه - از ۱۶۵ تا ۱۶۵)
- دربارهٔ تصحیح شاهنامه - نشریه دانشکده ادبیات و علوم انسانی دانشگاه فردوسی مشهد مجله جستارهای ادبی - سال دوازدهم - تابستان ۱۳۵۵ (شماره ۴۶ ISC (۱۱ صفحه - از ۳۲۰ تا ۳۳۰)
- خوانندگان و ما - مجله هنر و مردم - دی۱۳۵۵ شماره ۱۷۱ (۲ صفحه - از ۹۱ تا ۹۲)
- کنج - مجله یغما - اسفند ۱۳۵۶ شماره ۱۲ (پیاپی ۳۵۴) (۵ صفحه - از ۷۴۱ تا ۷۴۵)
- احتجاجات و سؤالات و توضیحات - مجله یغما - اردیبهشت ۱۳۵۷ شماره ۳۵۶ (۴ صفحه - از ۱۲۲ تا ۱۲۵)
- احتجاجات و سؤالات و توضیحات - مجله یغما - مهر ۱۳۵۷ شماره ۳۶۱ (۳ صفحه - از ۴۴۲ تا ۴۴۴)
- پرواز - مجله یغما - بهمن ۱۳۵۷ شماره ۳۶۵ (۲ صفحه - از ۶۵۳ تا ۶۵۴)
- سیزده ره صد هزار - مجله یغما - بهمن۱۳۵۷ شماره ۳۶۵ (۲ صفحه - از ۶۹۵ تا ۶۹۶)
- امثال و حکم دهخدا - مجله آینده سال پنجم پاییز ۱۳۵۸ شماره ۷ و ۸ و ۹
- نامه دخو قزوینی و دخو گیلانی - مجله آینده - سال ششم - مهر و آبان ۱۳۵۹ شماره ۷و۸
- سابقه کتاب لغت در فارسی و منظومه جامع‌اللغات - مجله آینده - سال هفتم فروردین و اردیبهشت ۱۳۶۰ شماره ۱و۲
- حسین‌قلی‌خانی - مجله آینده - سال هشتم آذر ۱۳۶۱ شماره ۹
- اصالت ابیاتی از شاهنامه فردوسی که در نسخه‌های قدیم نیست - مجله جستارهای ادبی - پاییز و زمستان ۱۳۶۹ شماره‌های ۹۰ و ۹۱ ISC (۱۷ صفحه - از ۳۶۷ تا ۳۸۳)
- یاد و یادبودها: وسواس و دقت علمی عباس اقبال - مجله کلک - بهمن و اسفند ۱۳۶۹ شماره ۱۱و۱۲ (۵ صفحه - از ۳۳۲ تا ۳۳۶)
- مزاری از خاندان برهانان قزوین در چین و کتیبه آن - مجله وقف میراث جاویدان - بهار ۱۳۷۳ - شماره ۵ (۴ صفحه - از ۹۴ تا ۹۷)
- عالم ربانی عبدالوهاب قزوینی (اولین متولی موقوفات مسجدالنبی قزوین) - مجله وقف میراث جاویدان - تابستان ۱۳۷۳ شماره ۶ (۹ صفحه - از ۳۶ تا ۴۴)
- چند سند وقفی مربوط به قزوین - مجله وقف میراث جاویدان - پاییز و زمستان ۱۳۷۴ شماره ۱۱و۱۲ (۱۲ صفحه - از ۷۰ تا ۸۱)
- چوگان - مجله نامه فرهنگستان ۳/۲ - پاییز۱۳۷۵ شماره (۷ ۴) ISC (از ص۱۲۶ تا ۱۲۹)
- نامه رسیده - مجله اطلاعات سیاسی - اقتصادی - خرداد و تیر ۱۳۷۶ شماره ۱۱۷و۱۱۸ (از ۱۷۷ تا ۱۷۷)
- نامه‌ها - نویسنده: مایل هروی - با همکاری فروغ نجیب و جلال متینی - مجله نامه فرهنگستان - تابستان ۱۳۷۶ (شماره ۱۰۶) ISC (از صفحه ۱۹۱ تا ۱۹۶)
- هر دم از ین کاروان همسفران می‌روند - مجله بخارا - آذر ۱۳۷۷ شماره ۳ (۴ صفحه - از ۴۵۶ تا ۴۵۹)
- سید و خندان، چگونه «سید خندان» شد؟ - مجله بخارا - - مهر۱۳۷۸ شماره ۸ (۳ صفحه - ۳۶۵ تا ۳۶۷)
- وقف نامه دو قنات صدرآباد و کاظم‌آباد و دکان‌های پیرامون باغ نظامیه تهران - مجله وقف میراث جاویدان - زمستان ۱۳۷۸ - شماره ۲۸ (۸ صفحه - از ۲۹ تا ۳۶)
- مجلس شورای کبرای دولتی (مقالات) - نقد و بررسی کتاب فرزان (۱۰) - بخارا - فروردین ۱۳۷۹ شماره ۱۱ (۱۳ صفحه - از ۳۰۶ تا ۳۱۸)
- وین، دیر، دین - مجله نامه فرهنگستان - تابستان ۱۳۷۹ (شماره ۱۵ISC (۸ (صفحه - ۸۸ تا ۹۵)
- وصفی از کاخ‌های صاحبقرانیه - مجله نامه انجمن - بهار ۱۳۸۰ شماره ۱ (۵ صفحه - از ۶۶ تا ۷۰)
- سفرنامه حکمت (۱) - مجله نامه انجمن - پاییز ۱۳۸۰ شماره ۳ (۲۳ صفحه - از ۱۰۵ تا ۱۲۷)
- سفرنامه حکمت (۲) - مجله نامه انجمن - زمستان ۱۳۸۰ شماره ۴ (۱۸ صفحه - از ۶۹ تا ۸۶)
- شاهنامه پژوهی و تدوین شاهنامه - مجله فرهنگ اصفهان (۱۳۸۰) ویژه همایش شاهنامه پژوهی
- اشعار فردوسی در خردنامه و مواضع آن‌ها در شاهنامه - مجله نامه انجمن - بهار ۱۳۸۱ - شماره ۵ (۱۵ صفحه - از ۴ تا ۱۸)
- نامه‌ها - مجله نامه فرهنگستان - تابستان ۱۳۸۲ - شماره (۱۵۲۱) ISC - صفحه ۲۹۶ تا ۳۱۰)
- نقد و رد افسانه‌ها دربارهٔ فردوسی و شاهنامه - مجله نامه انجمن - بهار ۱۳۸۳ شماره ۱۳ (۱۷ صفحه - از ۵۴ تا ۷۰)
- سردر عالی قاپوی قزوین یا آیینه عبرت - مجله نامه انجمن - تابستان ۱۳۸۳ شماره ۱۴ (۱۳ صفحه - از ۱۳۹ تا ۱۵۱)
- موقوفات انیس الدوله - مجله وقف میراث جاویدان - تابستان ۱۳۸۴ - شماره ۵۰ (۱۴ صفحه - از ۲۰ تا ۳۳)
- کتابچه املاک وقفی و خالصه و اربابی ایران - مجله وقف میراث جاویدان - زمستان ۱۳۸۵ شماره ۵۶ (۸ صفحه - از ۲۵ تا ۳۲)
- جستار: سرنگون، سرنگونسار، نگونسار، نگوسار - مجله گزارش میراث - مهر - دی۱۳۹۰ شماره های۴۷و۴۸ (۶ صفحه - از ۵ تا ۱۰)
- دربارهٔ نامه ابوالفضل خطیبی - مجله گزارش میراث - بهمن و اسفند ۱۳۹۰ شماره ۴۹ (۲ صفحه - از ۵۰ تا ۵۱)
- جستار: طرف بستن، طرف بربستن، طرف برداشتن - مجله گزارش میراث - بهمن و اسفند ۱۳۹۰ شماره ۴۹ (۵ صفحه - از ۴ تا ۸)
- هیچ نهادی دلسوز قواعد زبان فارسی نیست (مصاحبه) - مجله گزارش میراث - تیر ۱۳۹۱ دوره دوم - ضمیمه شماره ۲ (ص۸۵)
- یادداشت‌هایی دربارهٔ برنامه‌های رادیو و تلویزیون - مجله گزارش میراث - دوره دوم، سال ششم، شمارهٔ سوم و چهارم، مرداد - آبان ۱۳۹۱ (ص۱۲۰و۱۲۱)[۲۴][۲۵]

### آثار منتشر شده در دهه ۲۰
- دیوان منوچهری - اثر منوچهری دامغانی - به کوشش محمد دبیر سیاقی (۱۳۲۶) - چاپخانه پاکت‌چی

### آثار منتشر شده در دهه ۳۰
- تذکرةالملوک، ترجمه مسعود رجب‌نیا، سازمان اداری حکومت صفوی، به کوشش محمد دبیرسیاقی (۱۳۳۲)، بی‌نا، چاپ دوم (۱۳۶۸) انتشارات امیرکبیر
- ترجمان القرآن، اثر علی بن محمد جرجانی، فارسی عربی، به کوشش سید محمد دبیرسیاقی (۱۳۳۳)
- دیوان فرّخی - اثر حکیم فرخی سیستانی، به کوشش محمد دبیرسیاقی (۱۳۳۵)، شرکت نسبی محمدحسین اقبال و شرکاء
- فرهنگ آنندراج در هفت جلد به کوشش محمد دبیرسیاقی، فرهنگ جامع فارسی (۱۳۳۵)، تجدید چاپ در سال ۱۳۶۳
- زراتشت‌نامه اثر زرتشت بهرام پژدو شاعر سده هفتم قمری، به کوشش محمد دبیرسیاقی (۱۳۳۶)، کتابخانه طهوری
- جامع‌التواریخ، ت‍واری‍خ آل‌ب‍وی‍ه و آل‌س‍ام‍ان، ب‍ا م‍ق‍دم‍ه و ح‍واش‍ی و ف‍ه‍ارس ب‍ه ک‍وش‍ش م‍ح‍م‍د دب‍ی‍رس‍ی‍اق‍ی (۱۳۳۸)، ک‍ت‍اب‍ف‍روش‍ی ف‍روغ‍ی
- مجمع‌الفرس سُروری کاشانی، اثر محمدقاسم بن محمد کاشانی، کتاب فرهنگ لغت در سه جلد، به کوشش سیدمحمد دبیرسیاقی (۱۳۳۸)
- کلیات شاه داعی شیرازی، دو جلد، به کوشش سید محمد دبیرسیاقی (۱۳۳۹)

### آثار منتشر شده در دهه ۴۰
- سفرنامه خوزستان - اثر عبدالغفار نجم‌الملک (عبدالغفار نجم‌الدوله) - به کوشش محمد دبیرسیاقی (۱۳۴۱) - چاپخانه علمی
- دیوان دقیقی (دقیقی و اشعار او) - اثر محمدبن‌احمد دقیقی - گردآورنده محمد دبیرسیاقی (۱۳۴۲) - مؤسسه مطبوعاتی علمی[۲۶]
- مشتی از خروار یا نمونه نثرهای بجامانده فارسی - شرحی در شناساندن هر اثر و نویسندهٔ آن به انضمام شرح لغات و ترکیبات و فهارس نمونهٔ آثار سده پنجم هجری در سه جلد شامل نمونه نثرهای سده چهار و پنج و شش ه‍.ق ب نویسنده: محمد دبیرسیاقی (۱۳۴۵)
- دستور زبان فارسی - (راهنمای آموزشی) - نویسنده: محمد دبیرسیاقی (۱۳۴۵) چ‍اپ‍خ‍ان‍ه ع‍ل‍ی‌اک‍ب‍ر ع‍ل‍م‍ی - چاپ چهارم (۱۳۴۸) انتشارات زوار
- تاریخ ایران عباس اقبال آشتیانی، با حواشی و تجدیدنظر و فهرست‌ها به کوشش محمد دبیرسیاقی (۱۳۴۶)
- گزیدهٔ تاریخ بیهقی - نوشته ابوالفضل محمدبن‌حسین بیهقی - به کوشش محمد دبیرسیاقی - (۱۳۴۸) - انتشارات کتاب‌های جیبی - چاپ چهارم ۱۳۶۳ انتشارات امیرکبیر
- کشف‌الابیات شاهنامه فردوسی جلد نخست (۱۳۴۸) و جلد دوم (۱۳۵۰) انتشارات انجمن آثار و مفاخر فرهنگی - (۱۳۷۸) نشر مدبر[۲۷]

### آثار منتشر شده در دهه ۵۰
- پیشاهنگان شعر فارسی (۱۳۵۱) - چاپ دوم ۱۳۵۶ انتشارات امیرکبیر
- فهرست الفبایی لغات فارسی با معادل عربی به ضمیمه (۱۳۵۴)
- گنج بازیافته - اثر محمد دبیرسیاقی - ج. ۱، شامل احوال و اشعار لبیبی، ابوشکور بلخی، دقیقی، ابوحنیفه اسکافی، غضائری ر از ی، ابوالطیب مصعبی - (۱۳۵۴) - نشر اشرفی
- گزیدهٔ امثال و حکم دهخدا (۱۳۵۷) - چاپ چهارم (۱۳۶۶) نشر قطره
- مقالات دهخدا (۱) - (چرند پرند، مجمع‌الامثال دخو، هذیان‌های من و یاداشت‌های پراکنده) - نوشته علامه علی اکبر دهخدا - به کوشش محمد دبیرسیاقی - چاپ نخست (۱۳۵۸)
- خاطراتی از دهخدا و از زبان دهخدا (۱۳۵۹)

### آثار منتشر شده در دهه ۶۰
- شروع تألیف لغت‌نامهٔ فارسی حرف آ، دیوان دهخدا (۱۳۶۰)
- شاهنامه حکیم ابوالقاسم فردوسی به کوشش سیدمحمد دبیرسیاقی ۵ جلد - انتشارات علی اکبر علمی - چاپ سوم خرداد ۱۳۶۱
- مخلص‌اللغات اثر حسن خطیب کرمانی - به اهتمام محمد دبیرسیاقی و غلامحسین یوسفی - وزارت فرهنگ و آموزش عالی انتشارات علمی و فرهنگی چاپ نخست (۱۳۶۱)
- غیاث‌اللغات اثر غیاث الدین محمد رامپوری - فرهنگ غیاث اللغات و فرهنگ چراغ هدایت به کوشش منصور ثروت - تصحیح و تحقیق سید محمد دبیرسیاقی - (۱۳۶۲) چاپ نخست انتشارات امیرکبیر
- دیوان عنصری - اثر عنصری بلخی به‌کوشش محمد دبیرسیاقی (۱۳۶۳) - کتابخانه سنایی
- مقالات دهخدا (۲) چاپ نخست (چرند و پرند، مجمع‌الامثال دخو، هذیان‌های من، یادداشت‌های پراکنده) - نوشته علامه علی اکبر دهخدا - به کوشش محمد دبیرسیاقی (۱۳۶۴)
- لغت‌نامه فارسی (۱۳۶۵) - انتشارات دانشگاه تهران
- نمونه‌های نظم و نثر فارسی - با همکاری حسین بحرالعلومی و فرزام‌پور (۱۳۶۵)
- لغت‌نامه فارسی - بخش ا، آ، آیینه هوش - نویسنده سید محمد دبیرسیاقی - بررسی‌کنندگان: سید جعفر شهیدی - سعید نجفی اسدالهی - حسن احمدی گیوی - داریوش آشوری - عباس دیوشلی - رسول شایسته - حسن انوری - یداله شکری - انتشارات دانشگاه تهران - چاپ نخست آبان ۱۳۶۵
- گزیده امثال و حکم - اثر علامه علی اکبر دهخدا - به کوشش سید محمد دبیرسیاقی - انتشارات تیراژه - چاپ چهارم بهار ۱۳۶۶
- دیوان دهخدا - به کوشش سید محمد دبیرسیاقی - انتشارات تیراژه - چاپ چهارم ۱۳۶۶ (با تجدید نظر) - چاپ ششم (۱۳۷۷) تیراژه
- سفرنامه مکه - نوشته مهدیقلی هدایت (مخبر السلطنه) - به کوشش سید محمد دبیرسیاقی - انتشارات تیراژه - چاپ نخست ۱۳۶۸
- داستان بهرام چوبینه - به کوشش سید محمد دبیرسیاقی - انتشارات مهتاب، سعدی و بوستان - چاپ نخست (۱۳۶۹)
- رگِ رگی از آبِ شیرین و آبِ شور - مجموعه اشعار محمد دبیرسیاقی - چاپ نخست (۱۳۶۹)
- سفرنامه ناصرخسرو قبادیانی مروزی - با حواشی و تعلیقات و فهارس اعلام تاریخی و جغرافیایی و لغات - به کوشش سید محمد دبیرسیاقی - انتشارات زوار - چاپ سوم زمستان ۱۳۶۹ - چاپ دهم (۱۳۸۹)
- مجموعهٔ مقالات عباس اقبال آشتیانی - گردآوری و تدوین - بخش نخست (۱۳۶۹) انتشارات دنیای کتاب - انتشارات انجمن آثار و مفاخر فرهنگی (۱۳۸۱) ۵ جلد

### آثار منتشر شده در دهه ۷۰
- ره‌آورد سفر - گزیده سفرنامه ناصرخسرو - تصحیح و توضیح سید محمد دبیرسیاقی - انتشارات سخن - چاپ نخست پاییز ۱۳۷۰
- زندگی‌نامه فردوسی و سرگذشت شاهنامه به انضمام داستان کک کوهزاد و بخشی از برزونامه - به کوشش سید محمد دبیرسیاقی - انتشارات علمی - چاپ نخست ۱۳۷۰
- داستان‌های چینی و داستان‌های امثال چینی - گردآوری و ترجمه جان خون‌نین و لئو بائوزین - به کوشش سید محمد دبیرسیاقی - انتشارات آرا - چاپ نخست پاییز ۱۳۷۱
- گف تا رهای آموزنده و دلاویز (گزیده مقالات معاصران) - گردآورنده سید محمد دبیرسیاقی - شرکت انتشارات علمی و فرهنگی - چاپ نخست ۱۳۷۴
- معانی و بیان - تقریرات استاد بدیع الزمان فروزانفر - گردآورنده سید محمد دبیرسیاقی - چاپ نخست (۱۳۷۵)
- الادیان - در شرح ادیان و مذاهب جاهلی و اسلامی - نویسنده ابوالمعالی محمد الحسینی العلوی - به کوشش سید محمد دبیرسیاقی - تصحیح عباس اقبال آشتیانی و محمدتقی دانش‌پژوه - انتشارات روزنه - چاپ نخست بهار ۱۳۷۶شرکت انتشارات علمی و فرهنگی
- دیوان لغات الترک - ترجمه و تنظیم و ترتیب الفبایی سید محمد دبیرسیاقی - انتشارات پژوهشگاه علوم انسانی و مطالعات فرهنگی - تهران - چاپ نخست ۱۳۷۵[۲۸]
- پنجاه لطیفه از عبید زاکانی قزوینی - به ضمیمه گلچینی از سروده‌های دبیرسیاقی (۱۳۷۷)
- پادشاهی خسروپرویز - داستان‌های نامورنامه باستان (۲۵) - (۱۳۷۹) - نشر قطره
- ره‌آورد حکمت - دوره دو جلدی - شرح مسافرت‌ها و سفرنامه‌های میرزا علی اصغر خان حکمت شیرازی (بخش نخست) - به کوشش سید محمد دبیرسیاقی - انتشارات انجمن آثار و مفاخر فرهنگی - چاپ نخست (۱۳۷۹)
- گلچینی از دیوان ناجی قزوینی - اثر باقرناجی قزوینی (سده ۱۳) - به کوشش محمد دبیرسیاقی - (۱۳۷۹) نشر حدیث امروز

### آثار منتشر شده در دهه ۸۰
- کتابچهٔ سرشماری شهر قزوین بر مبنای تعلیمات نوین - جلد نخست دوره ۱۲۸۱ تا ۱۳۲۰ - نویسندگان محمد دبیرسیاقی و ابراهیم صفاری (۱۳۸۰) - نشر حدیث امروز
- برگردان روایت گونه شاهنامه فردوسی به نثر (۱۳۸۰) نشر قطره
- تاریخچه فرهنگ و مدارس سرزمین قزوین بر مبنای تعلیمات نوین - جلد نخست: دوره ۱۲۸۱ تا ۱۳۲۰ - (۱۳۸۰) - نشر حدیث امروز
- سیر تاریخی بنای شهر قزوین (از آغاز تا سال ۱۳۲۰ هجری (خورشیدی) با فهرست و نقشه‌ها و تصاویر) - تألیف محمد دبیرسیاقی (۱۳۸۱) - سازمان میراث فرهنگی کشور (پژوهشگاه)، اداره کل میراث فرهنگی استان قزوین
- ره‌آغاز حکمت - دو جلد - یادداشت‌ها و شرح زندگانی علی‌اصغر حکمت (۱۳۸۳) انتشارات خجسته
- تقریرات استاد بدیع‌الزمان فروزانفر در شعبه زبان و ادبیات فارسی دانشکده ادبیات دانشگاه تهران (۱۳۲۰ تا ۱۳۲۲ (خورشیدی) دربارهٔ تاریخ ادبیات ایران - ۱۳۸۵ انتشارات خجسته[۲۹][۳۰][۳۱][۳۲][۳۳][۳۴][۳۵]
- کلمات قصار و ابیات آبدار - تألیف حبیب‌اله قاجار - با مقدمه و اهتمام سید محمد دبیرسیاقی - چاپ نخست ۱۳۸۸ انتشارات حدیث امروز
- سبدی پر میوه، انبانی پر دانه و طبقی پر صیفی نوشته محمد دبیرسیاقی (۱۳۸۸) و (۱۳۹۰)
- آغوشی پر ریحان، دامنی پر گل - اثر محمد دبیرسیاقی (۱۳۹۰)

### در مورد دبیرسیاقی
محمد دبیرسیاقی، احوال و آثار، پژوهش و نگارش مهدی مظفری ساوجی، انتشارات سازمان اسناد و کتابخانه ملّی ایران، ۱۴۰۲